# Axel Vinge
Nils Axel Nilsson Vinge, född den 25 december 1857 i Hammarlunda socken, Malmöhus län, död den 6 augusti 1920 i Haga församling, Göteborg, var en svensk botanist och skolman. 
Vinge blev student vid Lunds universitet 1878, filosofie kandidat 1883, filosofie licentiat 1888, filosofie doktor 1889 och docent i botanik vid Lunds universitet samma år. Han blev adjunt vid Nya elementarskolan i Stockholm 1890, lektor i naturalhistoria och fysik vid Göteborgs latinläroverk 1891 och bibliotekarie där 1895. Vinge blev ledamot av Kungliga Vetenskaps- och Vitterhetssamhället i Göteborg 1904. Han utgav uppsatser i botaniska ämnen samt Förteckning över Göteborgs latinläroverks bibliotek.
Han är begravd i familjegrav på Göteborgs västra kyrkogård.